# Eduardo Lapi
Eduardo Cateno Lapi García (Yaritagua, Yaracuy, 17 de mayo de 1963) es un político venezolano, gobernador del estado Yaracuy entre 1996 y 2004.

## Biografía
Sus padres fueron Cateno Lapi Noto y Enriqueta García de Lapi. Se graduó en la Universidad Santa María, donde egresó como abogado.

## Carrera política
Su inicio en la política se desarrolló en 1979, cuando fue elegido con apenas quince años de edad como miembro suplente de la Juventud Revolucionaria Copeyana (JRC), agrupación juvenil del Partido Social Cristiano COPEI, en su natal Yaritagua.

### Alcalde del Municipio Peña (1990 - 1995)
Escalando posiciones dentro del partido verde, alcanzó la postulación y pronta elección como primer Alcalde electo del municipio Peña, durante las elecciones realizadas el 3 de diciembre de 1989, alcanzando nuevamente el cargo durante las elecciones de 1992, cuando fue reelegido con el apoyo del partido COPEI y el Movimiento al Socialismo (MAS).

### Gobernador del Estado Yaracuy (1996 - 2004)
Teniendo ya una trayectoria política dilatada, es electo a la edad de 32 años (el más joven de Venezuela)  como gobernador del estado Yaracuy, por el partido Convergencia, comenzando su mandato el 4 de enero de 1996.
Durante los años 1997 a 1999, fue orador de orden para una serie Instituciones Educativas y padrino de promociones universitarias, entre ellos el CUAM, el IUTY y el CIES; así mismo, precursor de actividades relacionadas con la ciencia, la informática, la electrónica y la tecnología. En las elecciones regionales de 1998, Lapi es reelegido en la gobernación del estado, con el 56% de los votos. 
|  | 56,00% |

|  | 28,65% |

|  | 15,35% |

En las elecciones del año 2000, nuevamente es reelegido por el pueblo yaracuyano para que rigiera los destinos del gobierno regional, hasta el 31 de octubre de 2004.Sin embargo, durante la contienda electoral del año 2004, el Eduardo Lapi trató de conquistar nuevamente la gobernación del estado, pero perdió en la contienda frente al candidato del partido Movimiento V República (MVR), el profesor y abogado Carlos Giménez, por una diferencia porcentual de 3%.
|  | 50,73% |

|  | 47,40% |

|  | 01,86% |

### Candidato a la Gobernación del Estado Yaracuy (2008)
Estando fuera del pais, Eduardo Lapi intentó postularse nuevamente para ser gobernador de Yaracuy, en las elecciones regionales de Venezuela de 2008; sin embargo, esta seria rechazada, debido a una declaración del Tribunal Supremo de Justicia de Venezuela de que necesitaba residir en el país para hacerlo.

## Detención y asilo
En noviembre de 2005, Eduardo Lapi es acusado ante el Ministerio Público, por el entonces gobernador Carlos Giménez, de presuntas irregularidades administrativas, fundadas en el manejo ilícito de las obras realizadas en las Trincheras de Yaritagua, ubicada en la autopista Rafael Caldera, las cuales fueron estimadas en 4 mil millones de bolívares. Además, también lo acusó de promover una serie de ajusticiamientos durante su mandato.
El 10 de julio de 2006, la Fiscalía acusó formalmente a Lapi, ante el Tribunal Segundo de Control del Estado Yaracuy,  junto al coordinador de licitaciones durante su gestión, Francisco Iturriza, por la supuesta comisión de irregularidades en la ejecución de la obra vial Las Trincheras. Lapi seria acusado por los delitos de evasión de procesos de licitación, concierto de funcionarios públicos para favorecer a contratistas y tráfico de influencias.
Una comisión de la Dirección de los Servicios de Inteligencia y Prevención (DISIP) apresaría a Lapi en su residencia, ubicada en una urbanización de San Felipe, para trasladarlo al Internado Judicial de San Felipe. La medida seria solicitada por la fiscal décimo del Ministerio Público, Rosario Herrera Prado, y aprobada por el encargado del Tribunal Segundo de Control del Circuito Judicial Penal de Yaracuy, Luis Maneiro. También participaron en el procedimiento los fiscales 50.° y 51.°, con competencia nacional, Alejandro Castillo y Gonzalo González Vizcaya, respectivamente.
Posteriormente, durante la madrugada del 1 de abril de 2007, Lapi se evadió del Internado Judicial de San Felipe, por lo que las autoridades realizaron más de 30 allanamientos, en diversas zonas del país, en búsqueda de evidencias que llevaran a la captura del exgobernador de Yaracuy, los cuales en su mayoría fueron realizados en los estados Yaracuy y Lara. También se informó que 29 personas habían sido detenidas preventivamente, 11 de ellas, funcionarios que laboraban en el Internado Judicial de San Felipe. Pese a ello, Lapi pudo llegar a Perú, país que le concedió asilo político.